# Кантемиры
Не путать с дворянским родом Кантемировы.
Кантеми́ры — молдавский княжеский род XVII—XVIII вв.

## Происхождение и история рода
Боярский род, происходящий от богатого крымского татарина, принявшего христианство в XVI веке и поселившегося в Молдавии. Имя родоначальника (по более поздним предположениям историков, это Кантемир-мурза, отец Константина Кантемира). 
Наименование «Кантемир» происходит тюркских слов хан, кан  — «кровь» и темир — «железо».

## Известные представители
- Константин Кантемир (ум. 1693) — господарь Молдавского княжества с 1685 года.
  - Антиох Кантемир (ум. 1726) — господарь Молдавского княжества в 1695—1700, 1705—1707 гг.
  - Димитрий Кантемир (ум. 1723) — господарь в 1710—1711 гг., заключил союз с Петром I и в связи с Прутским походом выехал в Россию, где получил княжеский титул и поместье Дмитровка. Дети Димитрия:
    - Антиох Кантемир (1708—1744) — поэт-сатирик и дипломат, деятель раннего русского Просвещения.
    - Мария Кантемир (1700—1757) — предполагаемая возлюбленная Петра Великого.
    - Смарагда Кантемир (1720—1761) — известная красавица, жена дипломата князя Д. М. Голицына.
    - Сербан Кантемир (ум. 1780) — офицер русской армии.

Из сыновей князя Дмитрия, по другим данным Антиоха, старший Константин, генерал-поручик (умер в 1776), имел единственного сына, полковника Дмитрия (1749 — 17(29).5.1820). Дмитрий был полковник, участник Русско-турецкой войны 1768—1774 годов (в 1771 награждён орденом Св. Георгия 4-й степени) и Русско-турецкой войны 1787-91 годов, в конце жизни страдал психическим расстройством, был заключён в Ревельскую крепость, где и скончался. По другим данным, помешавшись на том, что он правитель Молдавии и Валахии, просидел 17 лет в ревельской крепости. Наследство его по женской линии досталось князьям Шаховским и Пассекам.
Из сыновей А. К. Кантемира наиболее известен Константин Антиохович (1718 — 6(17).10.1776), генерал-поручик (1775). Он переселился в Россию в конце 1737 года и был зачислен в действующую армию, участник Русско-турецкой войны 1735—1739 годов, находясь в авангарде рос. войск, руководил освобождением г. Яссы от турецких войск, в 1738 основал Волошский (с 1741 — Молдавский) гусарский полк, в 1740-50-х гг. командовал кавалеристской дивизией в Слободской Украине.
Из современных потомков рода известен Дмитрий Дмитриевич Кантемиров — мастер спорта, игрок гандбольной команды «Заря Каспия».

## Геральдика
Герб Кантемиров известен по изображениям на печатях и портретах. Известно несколько версий герба. В центре — российский орёл, в знак пожалования титула Петром I, после перехода князя Дмитрия Кантемира в русское подданство. Правая половина гербового щита занята территориальными эмблемами, напоминающими о господарстве князя Дмитрия: бычья голова Молдавии и орёл Валахии, несущий крест в клюве, в знак принадлежности к христианству. Верхняя левая четверть щита украшена саблями, указывающими на военные заслуги рода и намекающими на имя обладателя («Кантемир» переводится как «кровавая сабля»). Наконец, нижняя левая часть щита несёт в себе собственно родовую эмблему — две десницы выходящие из облаков и совершающих рукопожатие. Этот жест обозначает верность, тогда как облака указывают на возвышенную, неземную, природу верности. Щитодержатели: львы, стоящие на зелёном клочке земли; княжеская мантия, подбитая горностаем и увенчанная княжеской короной, обрамляет всю экспозицию

## Имения
Помимо Дмитровки и Кантемировки, бывшему господарю принадлежали в России подмосковное имение Чёрная Грязь и дом в петербургском Мраморном переулке — первая самостоятельная работа Б. Растрелли (не сохранился). В 1775 г. Чёрную Грязь у князя Сергея Кантемира купила за 25 000 рублей Екатерина II, поделившаяся с корреспондентом:
Моё новое владение я назвала Царицыным и, по общему мнению, это сущий рай. На Коломенское никто теперь и смотреть не хочет. Видите, каков свет! Еще не так давно все восхищались местоположением Коломенского, а теперь все предпочитают ему новооткрытое поместье.
По делу о наследстве Кантемиров в 1737 году пострадали бывший верховник князь Дмитрий Михайлович Голицын и его сын Алексей, которых подозревали в махинациях с целью получить колоссальное наследство бывшего господаря.